# Los Rábanos
Los Rábanos település Spanyolországban, Soria tartományban. Los Rábanos Soria, Alconaba, Aldealafuente, Cubo de la Solana, Quintana Redonda és Golmayo községekkel határos. Lakosainak száma 476 fő (2024).

## Népesség
A település népessége az elmúlt években az alábbi módon változott:
| Lakosok száma | 434  | 462  | 483  | 541  | 525  | 530  | 479  | 453  | 458  | 476  |
|               | 2001 | 2004 | 2007 | 2009 | 2012 | 2014 | 2017 | 2019 | 2022 | 2024 |